# Christophe Salomon
Christophe Salomon  (* 23. November 1953) ist ein französischer Experimentalphysiker.
Salomon studierte 1973 bis 1976 an der École centrale des arts et manufactures in Paris, erhielt 1977 seinen Abschluss (DEA) in Quantenoptik an der Universität Paris-Süd in Orsay und trat 1978 in das Labor für Laserphysik der Universität Paris-Nord ein. 1979 wurde er mit einer Dissertation über hochauflösende Sättigungslaserspektroskopie promoviert (Thèse de 3rd cycle) und begann seine Forschung für das CNRS an der Universität Paris-Nord. 1984 erfolgte der zweite Teil der Promotion (Ramsey fringes and high resolution spectroscopy in the infrared). Als Post-Doktorand war er am Joint Institute for Laboratory Astrophysics (JILA) in Boulder bei John Lewis Hall. Dort lernte er die Techniken der Laserkühlung und schloss sich nach seiner Rückkehr nach Frankreich der ersten Forschungsgruppe für ultrakalte atomare Gase in Frankreich unter Claude Cohen-Tannoudji an der École normale supérieure (Paris) an. Er ist dort seit 2000 Forschungsdirektor 1. Klasse des CNRS am Laboratoire Kastler Brossel, leitete mit Jean Dalibard die Gruppe für kalte Atome und seit 1997 die Gruppe ultrakalte Fermigase.
Er befasst sich mit kalten Quantengasen, Atomuhren, Quantenoptik (Laserkühlung, Lasermanipulation von Atomen). Er war seit 1997 leitender Wissenschaftler der ACES Mission der ESA einer Atomuhr in Satelliten und seit 1992 der PHARAO Mission einer Atomuhr basierend auf kalten Atomgasen. Sie dienen auch Tests der Allgemeinen Relativitätstheorie. Mit André Clairon entwickelte er die erste Atomuhr mit Cäsium-Fontäne. Bei ultrakalten Quantengasen war er der Erste, der Blochwellen und Solitonen in Materiewellen beobachtete. Seine Forschung trug auch zur Aufklärung des Zusammenhangs von Superfluidität von Cooperpaaren bei anziehender Wechselwirkung von Fermionen und Bose-Einstein-Kondensation stark korrelierter Fermionen bei.
1993 erhielt er für Atomuhren basierend auf kalten Atomgasen den Philip Morris Preis. 2000 erhielt er den Mergier-Bordeix-Preis der französischen Akademie der Wissenschaften und 2005 den Prix des trois physiciens für Forschung zu kalten Atomen und Quantengasen. 2009 erhielt er einen Advanced Grant des European Research Council (ERC), dessen Senior Fellow er 2017 wurde. 2011 erhielt er den Gay-Lussac-Humboldt-Preis und 2014 wurde er Fellow der American Physical Society. 2017 wurde er Mitglied der Académie des Sciences.
1989 bis 2003 war er Mitherausgeber von Europhysics Letters und seit 2004 ist er im Herausgebergremium von Journal of Physics B.